# Damdiny Sùchbaatar
Damdiny Sùch, solitamente conosciuto come Sùchbaatar, in mongolo Дамдины Сүхбаатар, anche traslitterato come Sükhbaatar, Sùhbaatar o Sühbaatar, in russo Дамдин Сухэ-Батор?, Damdin Suchė-Bator, Sukhe-Bator o Suhe-Bator (Urga, 2 febbraio 1893 – Urga, 20 febbraio 1923), è stato un rivoluzionario, generale e politico mongolo, leader della rivoluzione del 1921 che avrebbe portato allo stabilimento della Repubblica Popolare Mongola successivamente nel 1924.
Damdiny Sùchbaatar rimane una figura molto popolare in Mongolia, dove viene considerato un eroe nazionale.

## Biografia
Nato con il solo nome di Sùch, entrò nelle forze armate mongole nel 1911, dimostrando notevole valore e guadagnandosi così sul campo il titolo di baatar (eroe), che da allora in poi fece parte integrante del suo nome. Sùchbaatar ebbe una parte di rilievo nelle lotte che portarono, a partire dal 1919, all'ottenimento dell'indipendenza dalla Cina e alla costituzione della Mongolia come moderno stato comunista.
Morì, in circostanze non troppo chiare, nel 1923, ufficialmente per morte naturale; c'è però chi afferma che la sua morte sia sopraggiunta per avvelenamento, dato il clima torbido sviluppatosi all'interno dei ranghi del Partito Comunista Mongolo all'atto della costituzione del nuovo stato indipendente.
Sùchbaatar è considerato un eroe nazionale nel suo paese: in suo onore, la capitale della Mongolia prese, nel 1924, il nome di Ulan Bator (in mongolo, eroe rosso); inoltre una delle principali piazze di questa città è dedicata a lui.